# 艾尔弗雷德·E·史密斯纪念基金会晚宴
艾尔弗雷德·E·史密斯纪念基金会晚宴（英語：Alfred E. Smith Memorial Foundation Dinner），通常称为阿尔·史密斯晚宴（Al Smith Dinner），是为帮助儿童的天主教慈善机构筹款的年度白领结晚宴，于每年十月的第三个星期四在纽约华道夫-阿斯多里亚酒店举行。晚宴由艾尔弗雷德·E·史密斯纪念基金会主办，以纪念原纽约州州长、美国首位天主教总统候选人阿尔·史密斯。主持人为天主教纽约总教区总主教（现任总主教为蒂莫西·麦可·多兰枢机）。
首次晚宴于阿尔·史密斯逝世后的1945年举行。晚宴通常是美国总统大选前两位总统候选人最后一次共同参加的活动。除历届总统候选人之外，克莱尔·布思·鲁斯、鲍勃·霍普、亨利·基辛格、汤姆·布罗考、托尼·布莱尔等政治、商业、媒体、娱乐界知名人物都担任过晚宴的主题演讲嘉宾。